# Karl Richard Lepsius
Karl Richard Lepsius (tiếng Latinh: Carolus Richardius Lepsius) (23 tháng 12 năm 1810 - 10 tháng 7 năm 1884) là một nhà Ai Cập học tiên phong, nhà ngôn ngữ học và nhà khảo cổ học hiện đại.

## Tiểu sử
Karl Richard Lepsius là con trai của Karl Peter Lepsius, một học giả từ Naumburg và vợ của Karl Peter, Friederike (nhũ danh Gläser), con gái của một ca sĩ saxophone từ Ehrenfriedersdorf, Weißenfels. Họ ban đầu là "Leps" và đã được Latinh hóa thành "Lepsius" bởi cụ nội của Karl, Peter Christoph Lepsius. Ông sinh ra ở Naumburg, Sachsen.

### Thời trẻ
Ông học ngành khảo cổ học Hy Lạp và La Mã tại Đại học Leipzig (1829 - 1830), Đại học Gottech (1830 - 1832) và Đại học Frederick William của Berlin (1832 - 1833). Sau khi nhận bằng tiến sĩ sau luận án De tabulis Eugubinis năm 1833, ông tới Paris, nơi ông tham dự các bài giảng của nhà cổ điển Pháp Jean Letronne, một đệ tử của Jean-François Champollion và công việc của ông về việc giải mã ngôn ngữ Ai Cập, đã đến thăm Ai Cập, nghiên cứu in thạch bản và điêu khắc.

## Công việc
Năm 1842, Lepsius được ủy nhiệm bởi vua Frederich Wilhelm IV của Phổ để dẫn đầu một cuộc thám hiểm tới Ai Cập và Sudan để khám phá và ghi lại dấu tích của nền văn minh Ai Cập cổ đại. Cuộc thám hiểm của Phổ được mô phỏng theo nhiệm vụ Napoleon trước đó, với các nhà khảo sát, người vẽ phác thảo và các chuyên gia khác. Nhiệm vụ đến Giza vào tháng 11 năm 1842 và mất sáu tháng để thực hiện một số nghiên cứu khoa học đầu tiên về các kim tự tháp Giza, Abusir, Saqqara và Dahshur. Họ đã phát hiện ra 67 kim tự tháp được ghi lại trong danh sách tiên phong Lepsius của kim tự tháp và hơn 130 ngôi mộ của các quý tộc trong khu vực. Trong khi ở Đại Kim tự tháp Giza, Lepsius đã ghi một graffito được viết bằng chữ tượng hình Ai Cập nhằm tôn vinh Friedrich Wilhelm IV phía trên lối vào ban đầu của kim tự tháp; nó vẫn còn nhìn thấy được. Năm 1843, ông đến thăm Naqa và sao chép một số chữ khắc và biểu tượng của ngôi đền ở đó.
Đi về phía nam, dừng lại trong thời gian dài tại các địa điểm quan trọng của Trung Ai Cập, như Beni Hasan và Dayr al-Barsha, Lepsius đã đi đến tận phía nam như Khartoum, và sau đó đi lên Blue Nile đến khu vực về Sennar. Sau khi khám phá nhiều địa điểm khác nhau ở Thượng và Hạ Nubia, đoàn thám hiểm đã hoạt động trở lại phía bắc, đến Thebes vào ngày 2 tháng 11 năm 1844, nơi họ đã dành bốn tháng để nghiên cứu bờ phía tây sông Nile (như Ramesseum, Medinet Habu, Thung lũng các vị vua, v.v.) và ba người khác ở bờ đông tại các đền thờ Karnak và Luxor, cố gắng ghi lại càng nhiều càng tốt. Sau đó, họ dừng lại ở Coptos, Sinai và các địa điểm ở Đồng bằng Ai Cập, như Tanis, trước khi quay trở lại châu Âu vào năm 1846.